# Pop/Stars
Pop/Stars è un singolo del gruppo musicale virtuale K/DA pubblicato il 3 novembre 2018.

## Video musicale
Il video musicale è stato reso disponibile il 3 novembre 2018, in concomitanza con l'uscita del brano.

## Tracce
1. Pop/Stars – 3:11

## Classifiche
| Classifica (2018) | Posizione massima |
| ----------------- | ----------------- |
| Corea del Sud     | 39                |
| Grecia            | 29                |
| Lituania          | 42                |
| Malaysia          | 16                |
| Repubblica Ceca   | 72                |
| Singapore         | 6                 |
| Slovacchia        | 91                |
| Ungheria          | 21                |